# تحرير المرأة (كتاب)
«تحرير المرأة» هو كتاب صدر عام 1899 من تأليف الأديب والمصلح الاجتماعي المصري قاسم أمين. ويعدّ من بوادئ حركة تحرير المرأة في مصر والوطن العربي. الكتاب هو ثاني إصدار للمؤلف بعد «المصريون» الذي دافع فيه عن معاملة المرأة في الإسلام ردًا على انتقادات الدوق الفرنسي داركور. وهو أول كتاب له يناشد به بحقوق المرأة وتحريرها في مصر والوطن العربي. ناشد أمين في خاتمة الكتاب ضرورة الاعتماد على المنطق والتدقيق فالبحث وعدم التمسك الأعمى بالعادات. أكمل الكتابة عن موضوع تحرير المرأة في كتابه الثالث «المرأة الجديدة» عام 1901.

## المحتوى
الكتاب يبدأ بمناقشة مكانة النساء في المجتمع، فقال:
«من احتقار المرأة أن يحال بينها وبين الحياة العامـة والعمل في أي شيء يتعلَّق بها؛ فليس لها رأي في الأعمال، ولا فكر في المشارب، ولا ذوق في الفنون، ولا قدم في المنافع العامـة، ولا مقام في الاعتقادات الدينية، وليس لها فضيلة وطنيَّـة ولا شعور ملي. ولست مبالغا إن قلت إن ذلك كان حال المرأة في مصر إلى هذه السنين الأخرية التي خفت فيها نوعا سلطة الرجل على المرأة تبعا لتقدم الفكر في الرجال.»
ذَمَّ قاسم أمين حالة التربية والوظيفة الإجتماعية للمرأة، حيث ان في وقته كان يرفض معظم الآباء فكرة تعليم بناتهم وتجهيزهم للعمل خارج المنزل. يجادل قاسم أن تعليم النساء وإدخلهن في المجتمع خارج المنزل حركة أساسية لبناء دور المرأة في المجتمع المصري والنهضة بمصر، مثل دور النساء في المجتمعات الغربية.  طالب قاسم في الكتاب بالاعتدال في قضية الحجاب؛ فلا يبالغ بإباحة التكشف للنساء فيصبحن معرضات لإثارة الشهوة، وأيضاً لا يبالغ التحرج من ظهور النساء لدرجة أن يحرمن من المزايا العقلية والاجتماعية. فبذلك المنطق دعي بما وصفه بالحجاب الشرعي، الذي يُعدّ أقل شدة من الحجاب السائد وقتها.
جادل أمين في الكتاب أن الحقوق التي يطالب بها لا تخالف الشريعة الإسلامية، بل أن المجتمع الإسلامي قد انحرف عن تعاليم الإسلام عن مكان المرأة في المجتمع، واستشهد بآيات قرآنية في معظم نقاطه. ووصف طريقة تحول العُرف والسائد في المجتمعات الإسلامية مع مرور الزمن من الشريعة الإسلامية. طرح قاسم أمين طريقين للإصلاح في حالة النساء: تغيير العادات وطرق المعاملة والتربية، وإعادة نظرالمختصين بالشريعة الإسلامية بالتطبيق المٌناسب للشريعة في العصر الحديث.

## إنتقادات
هناك شخصية مشهورة جداً قامت بالدفاع عن الحجاب، وهو محمد طلعت حرب الاقتصادي المعروف، فإنه ألف أول كتاب في الرد على قاسم أمين، واسم الكتاب (تربية المرأة والحجاب) استنكر عليه دعوته ودافع فيه عن الحجاب والنقاب وقال: «إن رفع الحجاب والاختلاط كلاهما أمنية تتمناها أوروبا من قديم الزمان لغاية في النفس يدركها كل من وقف على مقاصد أوروبا في العالم الإسلامي.».